# Ctenogobius cervicosquamus
Ctenogobius cervicosquamus is een straalvinnige vissensoort uit de familie van grondels (Gobiidae). De wetenschappelijke naam van de soort is voor het eerst geldig gepubliceerd in 1986 door Wu, Lu & Ni.